# Řecko-turecká válka
Řecko-turecká válka byla série vojenských událostí mezi květnem 1919 a říjnem 1922, které nastaly v průběhu dělení Osmanské říše po první světové válce. Válka byla střetem mezi Řeckem a tureckým národním hnutím, které později založilo Tureckou republiku, o území v Malé Asii a skončila porážkou řecké armády. Následná Lausannská smlouva přiřkla sporná území Turecku. Dalším bodem smlouvy byla masivní výměna obyvatelstva (týkala se téměř dvou miliónů lidí), která byla založena na náboženském klíči.

## Důvody vedoucí k válce

### Turecká situace

#### Nemocný muž na Bosporu

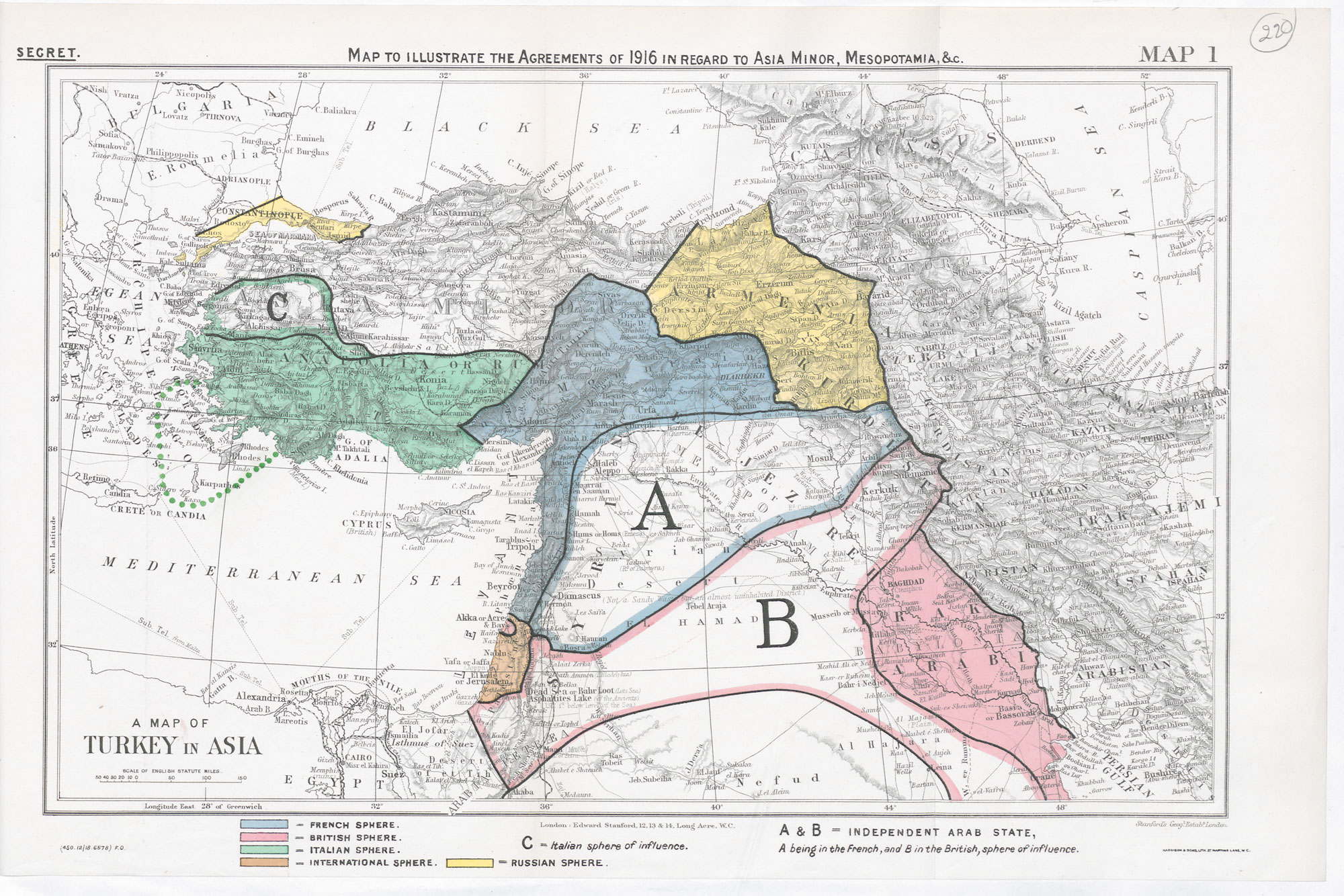
Sykes-Picot

Geopolitický kontext války je potřeba hledat daleko v historii. Od poloviny 19. století byla Osmanská říše známá mezi evropskými mocnostmi jako Nemocný muž na Bosporu. Armáda byla v troskách, státní pokladna prázdná a v netureckých provinciích byl na vzestupu nacionalismus. V roce 1821 jako první úspěšně povstali Řekové. Následně proti Turkům začali silně vystupovat Rusové pod záminkou ochrany slovanských národů na Balkáně (hlavně Bulharů a Srbů). Osmanská říše se nechala vlákat do krymské války (1853–1856), ve které s vydatnou pomocí Francie a Velké Británie carské Rusko porazila. Při mírových jednáních si vymohla záruky nevměšování se cizích mocností do vnitřních záležitostí říše, na druhou stranu Černé moře se mělo stát demilitarizovanou zónou. Drobení říše však Truci nebyli schopni zabránit ani po válce. V roce 1861 se osamostatnilo Rumunsko a povstání se rozhořela v Bosně, Černé Hoře a Bulharsku.
V roce 1878 usedl na trůn Abdulhamid II., který se hlásil k liberálním myšlenkám a dokonce otevřel Poslaneckou sněmovnu. Rusové ale opět napadli Osmanskou říši a tentokrát válku dovedli k úspěšnému konci. Mírové podmínky donutily Turecko definitivně uznat nezávislosti Černé Hory a Rumunska, navíc byla rozsáhlá území postoupena Srbsku. Bulharsku byla na základě smlouvy zaručena rozsáhlá autonomie. Osmanská říše ztratila skoro 40% svého území a v zoufalé situaci hledala nového spojence, kterého našla v Německém císařství. Němci pomohli Turkům vycvičit armádu a dodali moderní zbraně.

#### Začátek 20. století a první světová válka

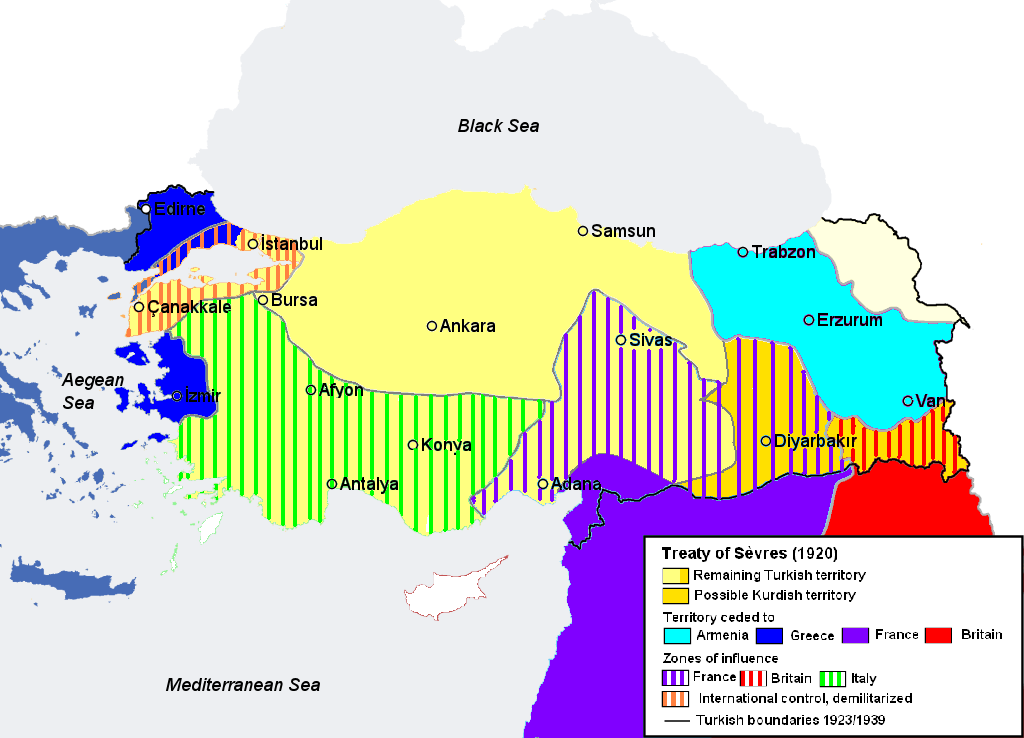
Rozdělení Osmanské říše podle Sèvreské smlouvy

V roce 1908 proběhl v Osmanské říši převrat vedený Mladoturky. Mladoturci byli na jednu stranu liberálním uskupením (podařilo se jim obnovit konstituční monarchii, byla uznána svoboda tisku, opět se otevřel parlament). Na druhé straně ve značně zmenšené říši začali silně prosazovat turecký folklór, což vyústilo v turkizaci říše a v potlačovaní ostatních národnostních hnutí. Mladoturecká politika nakonec vedla ke kompletnímu zhroucení osmanského panství na Balkáně. V roce 1908 vyhlásilo nezávislost Bulharsko a následně se Srbsko, Bulharsko, Řecko a Černá Hora spojili v Balkánský svaz a společně v první balkánské válce (1912–1913) Turky definitivně porazili. Osmanské území v Evropě se tak scvrklo pouze na oblast kolem hlavního města Istanbulu.
Osmanská říše vstoupila do první světové války v listopadu 1914 po boku svého německého spojence na straně Centrálních mocností a válka pro ni skončila katastrofickou porážkou. Na základě Sèvreské smlouvy z roku 1920 ztratili Turci veškerá území s netureckým obyvatelstvem, což bylo téměř 80% z předválečné rozlohy. Velká Británie získala Irák, Palestinu a Zajordánsko, Francie si přivlastnila Sýrii a Libanon. Hlavní město Istanbul a úžiny Bospor a Dardanely se staly demilitarizovanou zónou pod správou Britů. Z původní turecké říše nakonec zůstala pouze Malá Asie a i ta byla rozdělena na sféry vlivu jednotlivých států (viz mapka nahoře). Východní oblasti měly připadnout nově vzniklé Arménii a západní části okolo Smyrny (dnešní İzmir) a Východní Thrákie byly přiřknuty Řecku. Tato situace se stala pro Turky zcela pokořující a nepřijatelnou, neboť by se z poválečného Turecka stal de facto loutkový stát. Válečný hrdina Mustafa Kemal se rozhodl roku 1919 vydat Prohlášení o nezávislosti a dělení zarazit. Nově zvolený parlament v Istanbulu ale obsadili Britové. Kemal byl nucen se uchýlit z Istanbulu do Ankary, kde zřídil Velké národní shromáždění a kemalisté začali vojensky vystupovat proti všem okupantům.

### Řecká situace

#### Cesta k nezávislosti

Územní vývoj Řeckého království v letech 1832–1947

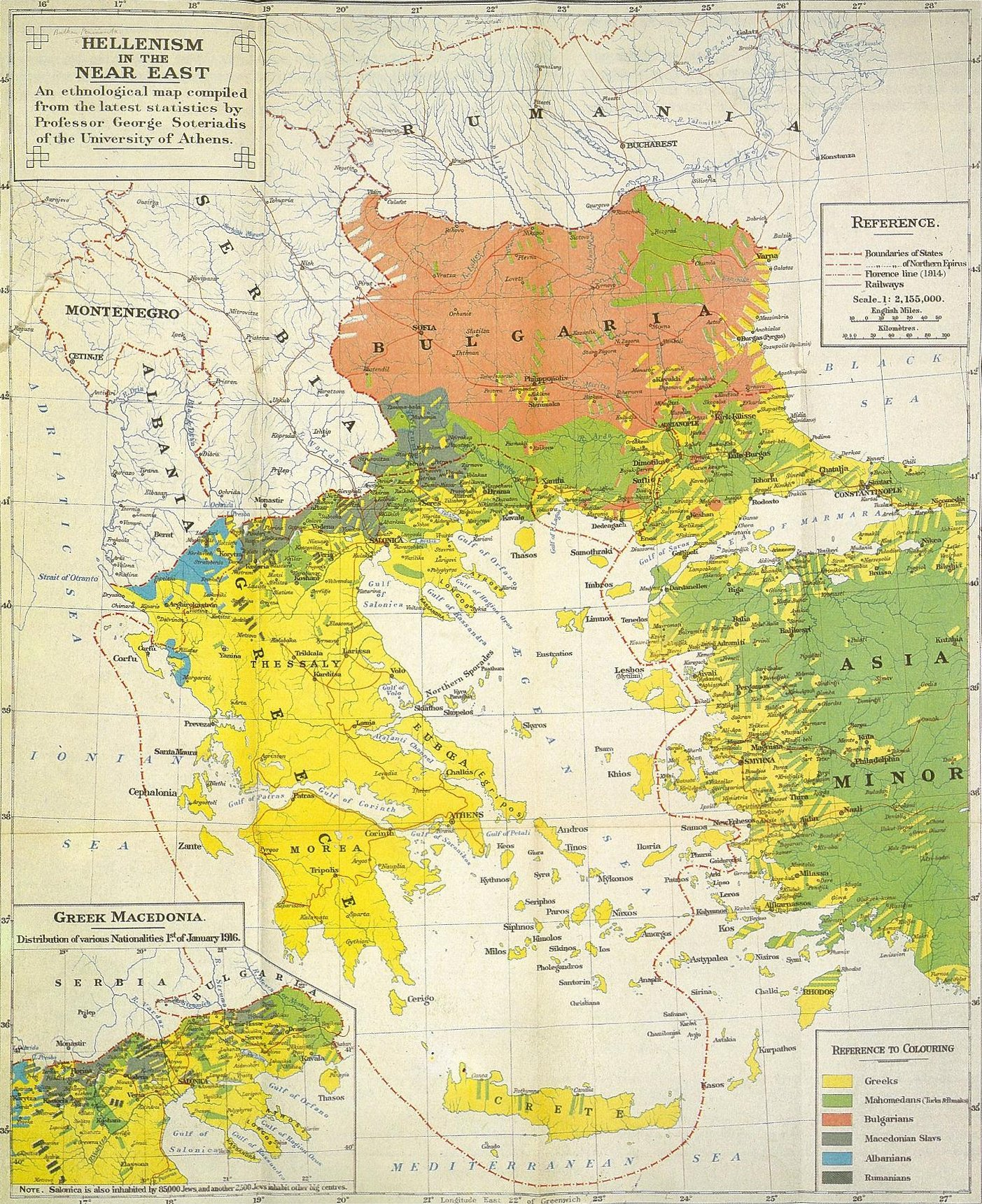
Řecká populace na jižním Balkánu a v na západě Malé Asie (1919)

Od pádu Konstantinopole v roce 1453 byly všechny oblasti obývané Řeky pod kontrolou Osmanské říše. Na konci 18. století nastal v Řecku prudký intelektuální a kulturní rozvoj. Byly zakládány nové řecké školy a akademie, vydávaly se první řecké noviny a časopisy. V tomto kulturním a myšlenkovém vývoji se vytvořily dva názory na utváření budoucí řecké státnosti. První názor zastávali především Řekové v diaspoře, ovlivnění západním filhelénstvím, politickým liberalismem, antiklerikalismem a zaměřením především na řeckou antickou tradici. Jejich cílem byla snaha o povznesení řeckého národa a jeho vymanění z osmanské nadvlády. Oproti nim stáli příslušníci fanariotů a konstantinopolského patriarchátu prosazující vytvoření nového byzantského státu či transformaci Osmanské říše v řecký stát. Nespokojenost s bující korupcí, postupující islamizací a stále častějšími protiřeckými pogromy vedla Řeky k zakládání tajných organizací (např. Filiki Eteria), které začaly připravovat protiturecké povstání. Povstání vypuklo v roce 1821. Řekům se podařilo ovládnout Peloponés, ale vzájemná nejednota bránila dalšímu postupu. V roce 1824 se přidali na osmanskou říši Egypťané a Řekové začali rychle ztrácet půdu pod nohama. Od porážky je zachránila v roce 1827 až spojená intervence Francie, Velké Británie a Ruska. Turci byli nuceni se stáhnout a Řekové jako první národ vyhlásili v roce 1832 na Osmanské říši nezávislost.

#### Územní expanze a první světová válka

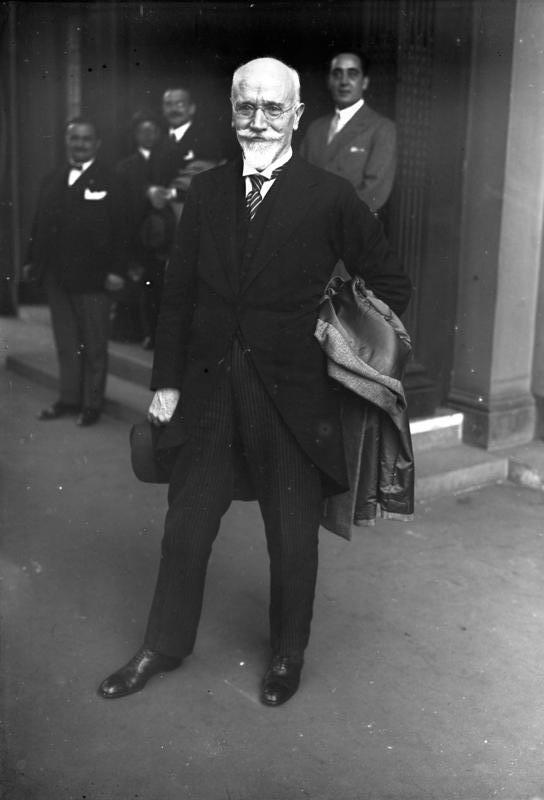
Eleftherios Venizelos, státník, který si vysloužil titul „tvůrce moderního Řecka“

Prvním králem s stal bavorský princ Otto I., který prosazoval absolutistické vedení země a státní radu vytvořil ze svých bavorských krajanů. Proti způsobu vedení země propukla veřejná nespokojenost, která vyústila v září 1843 v revoluci. Král tak musel uznat konstituční monarchii, přítomnost Řeků ve Státní radě a svolání trvalého parlamentu. V roce 1862 vystřídal na trůně Ottu I. král Jiří I. Za jeho padesátileté vlády postoupili Britové Řekům Jónské ostrovy (1864) a Turci Thesálii (1881). V roce 1896 byly řecké Athény hostitelem prvních moderních Olympijských her. Následující rok povzbuzení a sebevědomí Řekové rozpoutali povstání na Krétě. Povstání bylo poraženo a posléze byla řecká ekonomika ovládnuta Brity, kteří dohlíželi na placení poválečných reparací. Špatná sociální situace obyvatelstva a zmíněné neúspěchy v zahraniční politice vedly roku 1909 k vypuknutí tzv. revoluce Gudi. Vláda byla svržena a novým premiérem se stal po volbách populární bojovník za osvobození Kréty Eleftherios Venizelos. Byla vydána nová ústava a provedeny reformy ve veřejné správě a vzdělávání. Rok 1909 je v Řecku považován za první rok moderních dějin Řecka.
V roce 1912 se spojily balkánské státy (Srbsko, Bulharsko, Řecko a Černá Hora) v Balkánský svaz a společně porazily Turky v první balkánské válce (1912 – 1913), následně se vítězové obrátili proti svému někdejšímu spojenci Bulharsku a porazili ho v druhé balkánské válce. Řecko z válčení vytěžilo Krétu, jižní Epirus, egejskou Makedonii a Egejské ostrovy. Na začátku první světové války se Řekové nepřidali ani na jednu stranu. Skupina kolem premiéra Venizelose preferovala dohodové státy, ale nový germanofilsky zaměřený král Konstantin I. měl tíhnout k Německu. Narůstající nevraživost obou skupin vedla premiéra Venizelose k vytvoření paralelní vlády v Soluni a celá situace vedla k abdikaci krále roce 1917. Řekové se pak připojili na stranu dohodových států. Řeckým vojskům se v září 1918 podařilo prolomit Soluňskou frontu, což vedlo Bulharsko a Osmanskou říši k podepsání míru. O něco později dokonce vstoupily řecké jednotky do hlavního města poražené Osmanské říše – Istanbulu. Díky Venizelovu diplomatickému úsilí se podařilo pro Řecko na základě pozdější Sévreské mírové smlouvy získat oblast západní a východní Thrákie, poloostrov Gallipoli a část Malé Asie kolem města Smyrny. Smlouvu ale krom Arménů, Řeků a Britů nikdo nepřijal.

## Jednotlivé etapy řecko-turecké války

### Řecké úspěchy

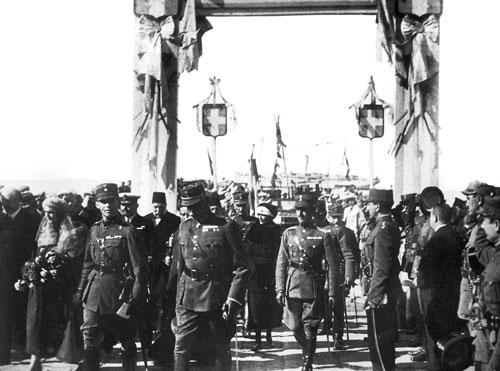
Řecké jednotky v čele s princem Jiřím II. vstupují do Smyrny, květen 1919

Dne 15. května 1919 se vylodilo na dvacet tisíc řeckých vojáků, které krylo britské námořnictvo, ve Smyrně. Pro Řeky byla Smyrna (dnešní Izmir) městem s největší řeckou populací a to přes 629 000 lidí. Jen pro srovnání v hlavním městě Athénách žilo v té době necelých půl miliónu Řeků. Na druhou stranu se nesmí zapomínat, že ve Smyrně žilo kromě Řeků na milión Turků a početná menšina Židů a Arménů. I přes přítomnost turecké většiny proběhlo obsazení města poklidně a místní posádka se vzdala bez boje.
V létě 1920 podnikli Řekové několik úspěšných útoků k zajištění okolí města. I přes odpor turecké armády se jim podařilo ovládnout celou západní a severozápadní Malou Asii. V srpnu 1920 podepsali představitelé Osmanské říše Sèvreskou smlouvu, která měla stvrdit nárok Řecka na Smyrnu a Thrákii. Turecký parlament ale smlouvu odmítl ratifikovat, a tak Řekové zaútočili svými vojsky dál na východ do vnitra Malé Asie s cílem donutit Turky smlouvu ratifikovat. Řecký postup byl rychlý hlavně díky špatné výzbroji bránicích se Turků. V září 1920 proběhly v Řecku parlamentní volby, ve který válkou unavení Řekové odmítli další vládu premiéra Venizelose. Zvítězili royalisté, kteří díky plebiscitu zařídili návrat krále Konstantina I. na trůn. Dohodové státy, které si pamatovaly Konstantinovu nechuť připojit se na jejich stranu v první světové válce, přestaly nadále Řeky finančně a materiálně podporovat. Nový král navíc odvolal zkušené veterány a dosadil věrné ale nezkušené royalisty do vysokých vojenských pozic. Zbytek důstojníků věrných premiérovi Venizelosovi rezignoval.

### Postup na Ankaru

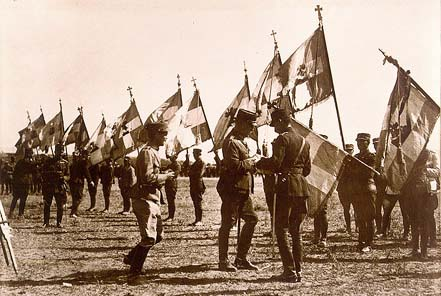
Řecký král Konstantin I. slaví s vojáky vítězství v bitvě u Kütahyi, červen 1921

Řecký postup se stával čím dál pomalejší kvůli delším zásobujícím cestám a sílícímu odporu turecké armády. První vítěznou bitvu svedli Turci u İnönü (tzv. První bitva u İnönü) v lednu 1921. Ačkoliv se nejednalo o žádné velké strategické vítězství, její politický význam byl nesmírný. Dohodové státy se sešly s kemalisty a osmanskou vládou z Istanbulu na konferenci v Londýně v únoru 1921, ale jednání nikam nevedla. Řekové po neúspěšné konferenci opět zaútočili, ale v druhé bitvě u İnönü v březnu 1921 byli opět poraženi. Téhož měsíce podepsali kemalisté tzv. Moskevskou smlouvu s ruskými bolševiky. Vymezili tím poválečnou hranici mezi Tureckem a sovětským Ruskem a získali od Leninovy vlády finanční a materiální pomoc. Řekové se na druhé straně nemohli spolehnout na Brity, kteří viděli v nově korunovaném králi Konstantinu I. zarytého příznivce Německa. V červnu 1921 řecká armáda zahájila masivní ofenzívu v linii Afyonkarahisar-Kütahya-Eskişehir. Kemalisté byli poraženi a dali se na ústup. Řecká armáda ale namísto pronásledování a zlikvidování zbytku turecké armády zvolila držení pozic zhruba 100 km od hlavního města Ankary. Po měsíci příprav Řekové opět zaútočili směrem na Ankaru a v srpnu 1921 se střetli s Turky v bitvě na řece Sakaryi. Boje trvaly 21 dní a nepřinesly jasného vítěze. Řekové se dostali na vzdálenost 40 km od Ankary, ale byli následně zatlačeni zpět. Prudkost bojů silně vyčerpala obě strany. Řekové nakonec byli první, kdo dal povel k ústupu do původních pozic.

### Válečný pat

Vývoj řecko-turecké války 1919–1922

Na začátku roku 1922 se dohodové státy shodly, že není možné dosáhnout naplnění Sèvreské dohody a je třeba její revize, a tak bylo v březnu 1922 navrhnuto příměří. Kemal, který si byl vědom své strategické výhody, odmítl jakékoliv mírové dohody a začal s reorganizací armády za účelem protiútoku. Řekové na druhé straně posilovali své obranné pozice, což ale jen vedlo k demoralizaci armády, která byla nespokojená s neustálou nečinností a neúměrně se prodlužující válkou. Řecká vláda potřebovala nutně vojenskou pomoc od Britů, a tak se rozhodla diplomaticky zatlačit na svého spojence. Řekové pohrozili, že pokud nedostanou pomoc, obsadí Brity spravovaný Istanbul. K útoku na město nikdy nedošlo a Řekové jen oslabili obranu Smyrny, když z města odveleli k Istanbulu část armády.

### Turecký protiútok
Turci zaútočili na řecké pozice na konci srpna 1922. Řecké obranné linie byly prolomeny 26. srpna a 30. srpna Turci drtivě zvítězili v bitvě u Dumlupınaru. Řekové v bitvě ztratili půlku armády a o osudu války bylo prakticky rozhodnuto. Celá operace je v Turecku známá jako Büyük Taarruz (Velká ofenzíva) a 30. srpen je dodnes státním svátkem. Řecká vláda v neúnosné situaci rezignovala. Šest jejich členů bylo popraveno a král Konstantin byl donucen opět abdikovat. Dne 9. září 1922 vstoupili Turci do Smyrny. Poslední řecké jednotky kapitulovaly 18. září 1922. Hlavní boje turecké ofenzívy netrvaly ani 14 dní a skončily jednoznačným tureckým vítězstvím.

#### Velký požár Smyrny

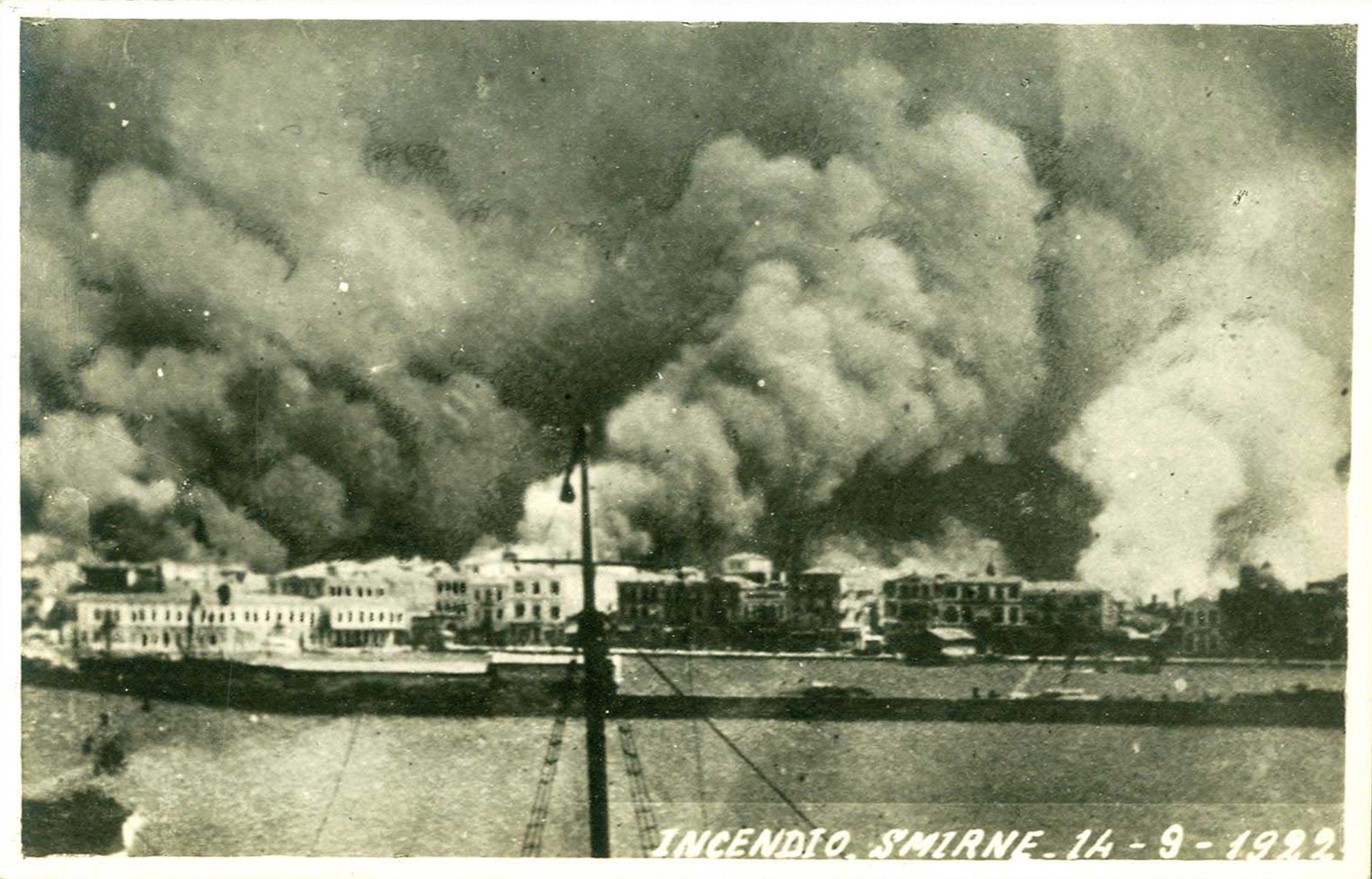
Velký požár Smyrny, září 1922

Dne 13. září, tj. čtyři dny po obsazení města Turky, se udála jedna z největších katastrof války. V arménské čtvrti města propukl požár, který se začal rychle šířit. Celá řecká a arménská čtvrť Smyrny lehly popelem a požár za sebou zanechal značné množství obětí. Zároveň propukly v městě pogromy proti netureckému obyvatelstvu. Celkový počet obětí se liší zdroj od zdroje (od 10 000 do 100 000 obětí). Z města následně prchla většina řecké a arménské populace. Původce požáru se nikdy nepodařilo vypátrat. Turci tvrdí, že požár zažehli Arméni společně s Řeky, Řekové obviňují z požáru turecké vojáky.

### Následné události
Po vyhnání Řeků ze Smyrny zamířili kemalovci na sever k Istanbulu. Do města byli posláni turečtí důstojníci, kteří měli připravit místní obyvatelstvo na případný vojenský střet. Zpočátku se Britové připravovali Istanbul bránit, ale Francouzi s Italy opustili své pozice bez boje a britská armáda nenašla podporu pro vojenskou akci v parlamentu. Istanbul opustila řecká flotila na žádost Britů a řecké jednotky byly donuceny se stáhnout za řeku Maricu a přenechat východní Thrákii Turkům. Mustafa Kemal po obsazení těchto území souhlasil s ukončením bojů a začátkem mírových jednání.

## Důsledky války

### Mírová smlouva

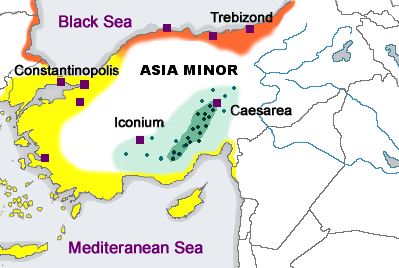
Řecké jazykové skupiny v Turecku v roce 1910, žlutě spisovná řečtina, oranžově pontská řečtina, zeleně kappadocká řečtina

Boje oficiálně skončily příměřím z Mudanyi z 11. října 1922. Po příměří následovalo velice komplikované dojednání mírové smlouvy. Jednání se začala ve švýcarském městě Lausanne dne 22. listopadu 1922 s E. Venizelosem za Řeky, İsmet İnönü za Turky a lodrem Curzonem zastupujícím státy Dohody. Jednání se vedla ve velmi vyostřeném tónu a 4. února 1923 dokonce turecká delegace na protest opustila konferenci a jednání musela být zcela přerušena. Znovu se zasedlo k jednacímu stolu až v dubnu 1923 a konečná podoba smlouvy byla podepsána 24. července 1923. Turci ji ratifikovali 23. srpna 1923, Řekové o dva dny později. Turecko dosáhlo uznání svých hranic v rámci celé Malé Asie a získalo východní Thrákii. Zároveň se ale muselo zříct nároků na bývalá území osmanské říše a uznalo demilitarizaci Bosporu a Dardanel (a to až do roku 1936). Na základě smlouvy si Řecko a Turecko vzájemně vyměnili národnostní menšiny.

### Výměna obyvatelstva
Klíč pro zmíněnou výměnu nebyl založen na mateřském jazyku či národnosti obyvatelstva, ale na náboženství. Nekompromisně tak byli z domova vyhnáni etničtí Řekové, kteří vyznávali islám, či turecká ortodoxní menšina. Zaniklo tak na 3 000 let staré řecké osídlení v Pontu či v Kappadokii. Do pohybu se v letech 1922 – 1923 dalo na 2 milióny obyvatel (1,5 miliónu Řeků a půl miliónu Turků). Nutno dodat, že v době podepsání mírové smlouvy většina řeckého obyvatelstva již ze svých domovů utekla. Z výměny o přesídlení byli explicitně vyjmuti Řekové z Istanbulu a muslimové v Západní Thrákii.
Populace Řecka stoupla během pár měsíců o celých 30%. Vzniklo mnoho nových měst a vesnic, které byly pojmenovávány podle míst, odkud uprchlíci přicházeli. Před původní název sídla se přidávalo slovo Nea (česky: nový), a tak vznikala města jako Nea Smyrni, Nea Ionia či Nea Kallikratia. V každém velkém řeckém městě dodnes najdeme čtvrť zvanou Προσφυγικά (česky: uprchlická čtvrť). Uprchlíci se usadili převážně v řecké Makedonii (celkem 638 253 lidí, což tvořilo 52% ze všech uprchlíků, na 270 000 lidí pouze v Soluni) a ve středním Řecku a Attice (celkem 306 193 lidí, 25% uprchlíků). Jedním z prvotních problémů pro integraci části nově příchozích se stal jazyk. Řecké obyvatelstvo žijící na pobřeží Egejského moře mluvilo standardní řečtinou, ale pontská řečtina byla pro Řeky ze západu téměř nesrozumitelná. Pontští Řekové se tak museli naučit fakticky nový jazyk. Ještě hůře na tom byli Kappadočtí Řekové, kteří mluvili pouze turecky.

#### Pozitivní stránky výměny
Po příchodu uprchlíků do Řecka stoupla zemědělská produkce státu o 400% a podíl orné půdy se zvýšil o 55%. Vláda se rozhodla nově příchozím přidělit zemědělskou půdu, čímž se následně vracelo více peněz na daních do státní pokladny. Začalo se dařit i průmyslu, a to ne jenom díky příchodu velkého množství levné pracovní síly. Řekové z Malé Asie byli ve své bývalé vlasti vyšší třídou a měli žádoucí zkušenosti pro rozvoj výroby. Řecké vládě se díky osídlování Makedonie povedlo vytvořit ze severu země téměř etnicky homogenní oblast a to na úkor slovanských Makedonců.

#### Negativní stránky výměny
Řekové z Malé Asie tvořili před válkou nejbohatší a nejschopnější vrstvu místního obyvatelstva. Jejich odchod zapříčinil zavření mnoha továren a obchodů v nově vzniklé Turecké republice. V Řecku se příchodem uprchlíků změnil poměr politických sil a to směrem na stranu republikánů. Řečtí uprchlíci z většiny podporovali ve volbách v 20. a 30 letech bývalého premiéra Venizelose. Mnohé Řeky pocit křivdy a špatná sociální situace nahnal do náruče komunistické strany.

## Odraz války v současnosti
V Turecku je datum 30. srpna (den bitvy u Dumlupınaru) slaven jako Den vítězství a stal se tureckým národním svátkem.